# Commission Wiesel
 (avril 2024).
La mise en forme du texte ne suit pas les recommandations de Wikipédia : il faut le « wikifier ».
Les points d'amélioration suivants sont les cas les plus fréquents. Le détail des points à revoir est peut-être précisé sur la page de discussion.
- Les titres sont pré-formatés par le logiciel. Ils ne sont ni en capitales, ni en gras.
- Le texte ne doit pas être écrit en capitales (les noms de famille non plus), ni en gras, ni en italique, ni en « petit »…
- Le gras n'est utilisé que pour surligner le titre de l'article dans l'introduction, une seule fois.
- L'italique est rarement utilisé : mots en langue étrangère, titres d'œuvres, noms de bateaux, etc.
- Les citations ne sont pas en italique mais en corps de texte normal. Elles sont entourées par des guillemets français : « et ».
- Les listes à puces sont à éviter, des paragraphes rédigés étant largement préférés. Les tableaux sont à réserver à la présentation de données structurées (résultats, etc.).
- Les appels de note de bas de page (petits chiffres en exposant, introduits par l'outil «  Source ») sont à placer entre la fin de phrase et le point final[comme ça].
- Les liens internes (vers d'autres articles de Wikipédia) sont à choisir avec parcimonie. Créez des liens vers des articles approfondissant le sujet. Les termes génériques sans rapport avec le sujet sont à éviter, ainsi que les répétitions de liens vers un même terme.
- Les liens externes sont à placer uniquement dans une section « Liens externes », à la fin de l'article. Ces liens sont à choisir avec parcimonie suivant les règles définies. Si un lien sert de source à l'article, son insertion dans le texte est à faire par les notes de bas de page.
- La présentation des références doit suivre les conventions bibliographiques. Il est recommandé d'utiliser les modèles {{Ouvrage}}, {{Chapitre}}, {{Article}}, {{Lien web}} et/ou {{Bibliographie}}. Le mode d'édition visuel peut mettre en forme automatiquement les références.
- Insérer une infobox (cadre d'informations à droite) n'est pas obligatoire pour parachever la mise en page.

Pour une aide détaillée, merci de consulter Aide:Wikification.
Si vous pensez que ces points ont été résolus, vous pouvez retirer ce bandeau et améliorer la mise en forme d'un autre article.
[source insuffisante]
La Commission Wiesel était la Commission internationale sur l'Holocauste en Roumanie ayant été créée par l'ancien président Ion Iliescu en octobre 2003 pour rechercher et rédiger un rapport sur l'histoire réelle de l'Holocauste en Roumanie et formuler des recommandations spécifiques pour éduquer le public sur la question. La Commission, dirigée par le prix Nobel de la paix Elie Wiesel et Jean Ancel, a publié son rapport fin 2004. Le gouvernement roumain a accepté les conclusions du rapport et a reconnu la participation délibérée à l'Holocauste de la Roumanie dirigé par Ion Antonescu durant la Seconde Guerre mondiale. Le rapport estime qu'entre 280 000 et 380 000 Juifs ont été assassinés ou sont morts sous la surveillance et à la suite de la politique délibérée des autorités civiles et militaires roumaines. De plus, plus de 11 000 Roms ont également été tués durant cette période. Le rapport de la Commission Wiesel a également documenté un antisémitisme et une violence omniprésente contre les Juifs en Roumanie avant la Seconde Guerre mondiale, lorsque la population juive de Roumanie était alors parmi les plus importantes d'Europe.
Le rapport a été salué comme un développement historique du fait de l'occultation pendant la période communiste de la véritable histoire de l'Holocauste en Roumanie. En conséquence, peu de Roumains étaient conscients de l'ampleur de l'implication dans l'Holocauste d'Antonescu ainsi que de nombreux autres membres de l'armée, du gouvernement et de la société roumaine au sens large. En effet, la Commission Wiesel a été créée à la suite de déclarations faites en juillet 2003 par le président roumain Iliescu et le ministre roumain de la Culture minimisant l'Holocauste et tendant vers la vision officielle, qui admettait alors que l'Holocauste n'avait pas eu lieu en Roumanie. Iliescu a en conséquence créé la Commission Wiesel après le tollé international suscité par ces affirmations erronées.
En 2004, la Roumanie a célébré sa première Journée nationale de commémoration de l'Holocauste, mis en place par le Parlement Roumain chaque année aux alentours du 9 octobre. Cette date marque spécifiquement la déportation en 1941 des Juifs roumains vers des ghettos et des camps de travaux forcés, bien qu'ils n'aient pas été envoyés en Allemagne comme le demandait Hitler. L'instauration d'une journée de commémoration figurait parmi les recommandations formulées dans le rapport de la Commission Wiesel. D'autres recommandations comprenaient la création d'un Institut pour l'étude de l'Holocauste en Roumanie (créé par la suite en 2005), l'inclusion explicite de l'histoire de l'Holocauste en Roumanie dans les programmes scolaires publics et la construction d'un monument national aux victimes roumaines de l'Holocauste. Tous ces éléments sont actuellement mis en œuvre par le gouvernement roumain. Depuis 2006, des études sur l'Holocauste ont été intégrées aux programmes d'études des lycées de 10e année (correspondant à l'année d'entrée au lycée en France) et les projets d'un mémorial national pour les victimes roumaines de l'Holocauste ont été finalisés. Le 9 octobre 2006 (Journée nationale de commémoration de l'Holocauste en Roumanie), la première pierre du mémorial a été posée par le président roumain Traian Băsescu.

## Voir également
- Histoire des Juifs en Roumanie
- La Roumanie pendant la Seconde Guerre mondiale
- Pogrom de Iasi
- Pogrom de Bucarest